# أورومتشي

منظر للمباني الحديثة في أورومتشي

أورومتشي (بالأويغورية: ئۈرۈمچى، وبالصينية: 乌鲁木齐 = وولوموتشي) مدينة في شمال غربي الصين، وعاصمة إقليم «سنجان» الذاتية الحكم. يبلغ عدد سكانها 1.6 مليون نسمة. تقع المدينة وسط واحة تشرف على جبال «تيان شان»، وترتفع بـ2.740 مترا على سطح البحر.
تعد المدينة مركز النشاطات الصناعية المحلية (الحديد والصلب، المنسوجات، عتاد الميكانيكا) والفلاحية (الحبوب، محاصيل زيوت الطعام وغيرها). تقع على مقربة منها مناجم الفحم، الجص والكلس.
كانت المدينة محط رحال القوافل الآتية من آسيا الوسطى، يشكل سكانها خليطا من قوميات مختلفة: الأويغور وبعض الأقليات الصينية، الكازاخ والقرغيز.

## التاريخ
بعد مرحلة هيمنة صينية أثناء فترتي حكم أسرة «هان» (206 ق.م-220 م) ثم «تانغ» (618-907 م)، دخلت «أورومتشي» تحت سيطرة الممالك التركية (اليغورية) التي حكمت المنطقة، ثم وقعت مرة أخرى تحت الهيمنة الصينية (1760 م). ضمت بعدها إلى منطقة تركستان الصينية. كانت عملية التصنيع تتقدم ببطئ شديد نظرا لبعدها وعزلتها، إلا أن اكتشاف حقول النفط بالقرب من «كاراماي» عام 1955 م، أعاد إليها بعضا من الحيوية.

## اضطرابات أورومتشي يوليو 2009
- اضطرابات أورومتشي في يوليو 2009

## توأمة
لأورومتشي اتفاقيات توأمة مع كل من:
- مشهد
- دوشنبه
- باطوم (2015 -)[7]
- تشيليابنسك (2004 -)[8]

## أعلام
- لي جونغ
- ديلراما ديلمورا
- خوجا نياز
- وانغ شو
- أنور حسن